# ケスゲ
ケスゲ Carex duvaliana はカヤツリグサ科スゲ属の植物。いわゆるホンモンジスゲ類の1つで、植物体全体に細かな毛があるのが特徴である。

## 特徴

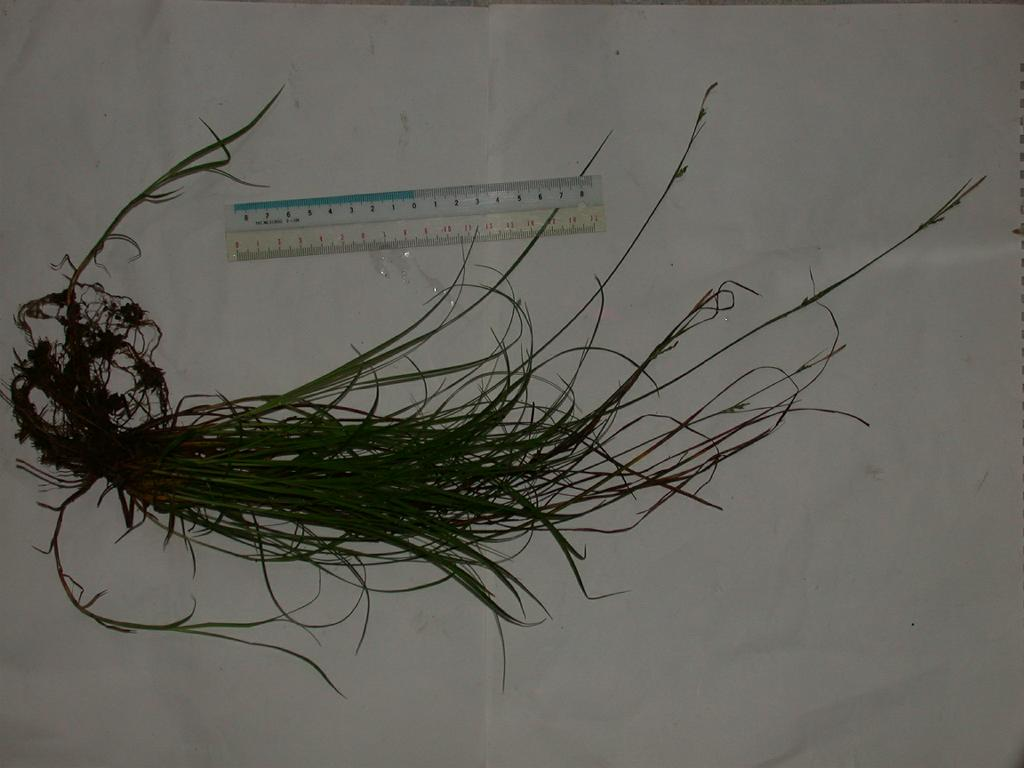
全草

細い葉を持つ多年生の草本。株ごとに間を開けて出て、短い根茎を出す。花茎、葉身、基部の鞘など地上部全体にわたって一面に毛が生えている。葉は幅1.5-2mmで、柔らかくて一面に毛がある。基部の鞘は暗褐色から栗褐色に色づいている。
花期は4-5月。花茎は高さ10-50cmほど、花序の形としては頂小穂が雄性、側小穂は雌性。小穂は花茎の上の方3-10cmほどの幅に集まって付き、側小穂は2-3個、下のものほど互いの間隔が広い。側小穂の基部から出る苞は基部に短い鞘があり、先端の葉身部は針状から葉状に発達し、毛がある。苞の葉身部は下のものほどよく発達する。頂小穂は雄性で線形をしており、長さは1-2.5cmで、柄がある。雄花鱗片は緑白色で先端は鋭く尖る。側小穂は雌性で線柱形で長さ0.7-2.5cm、柄がある。雌花鱗片は緑白色で果胞より短く、先端は鈍く尖るか短い芒になっている。果胞は倒卵形で長さ3-3.5mm、表面には毛を密生し、先端は短い嘴状に突き出し、口の部分には2つの小さい歯状突起がある。果実は果胞に密に包まれ、倒卵形で長さ2.2-2.5mm、先端には盤状の付属物がある。柱頭は3つに割れる。

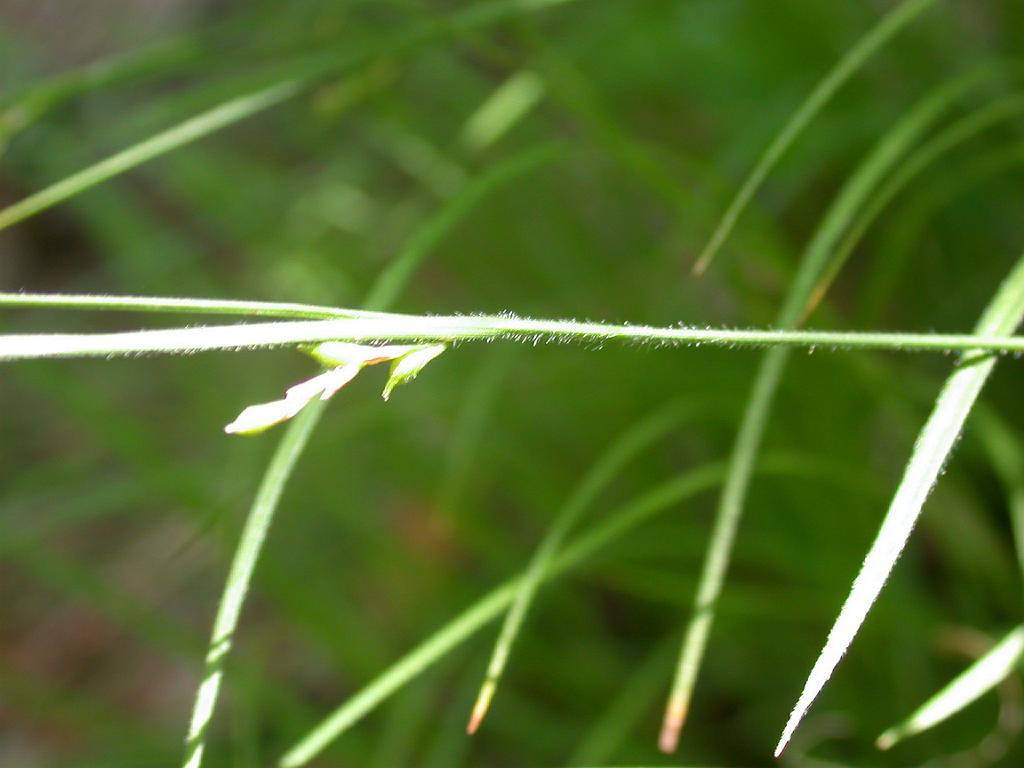
花茎・一面に毛が生える
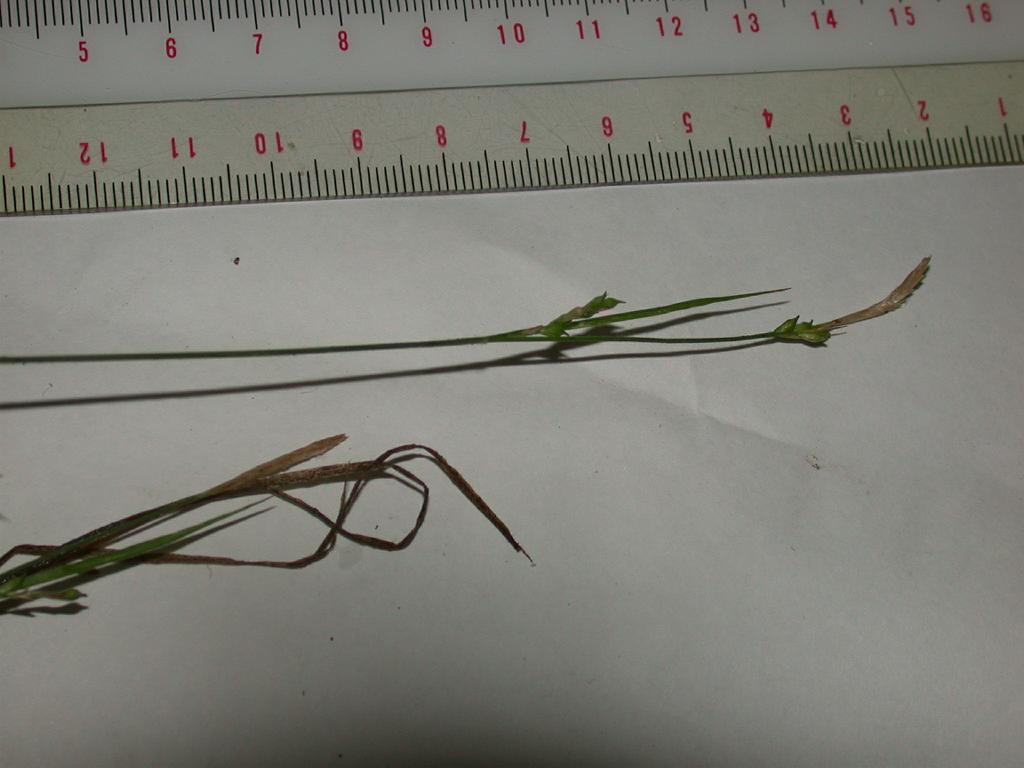
花序の先端付近
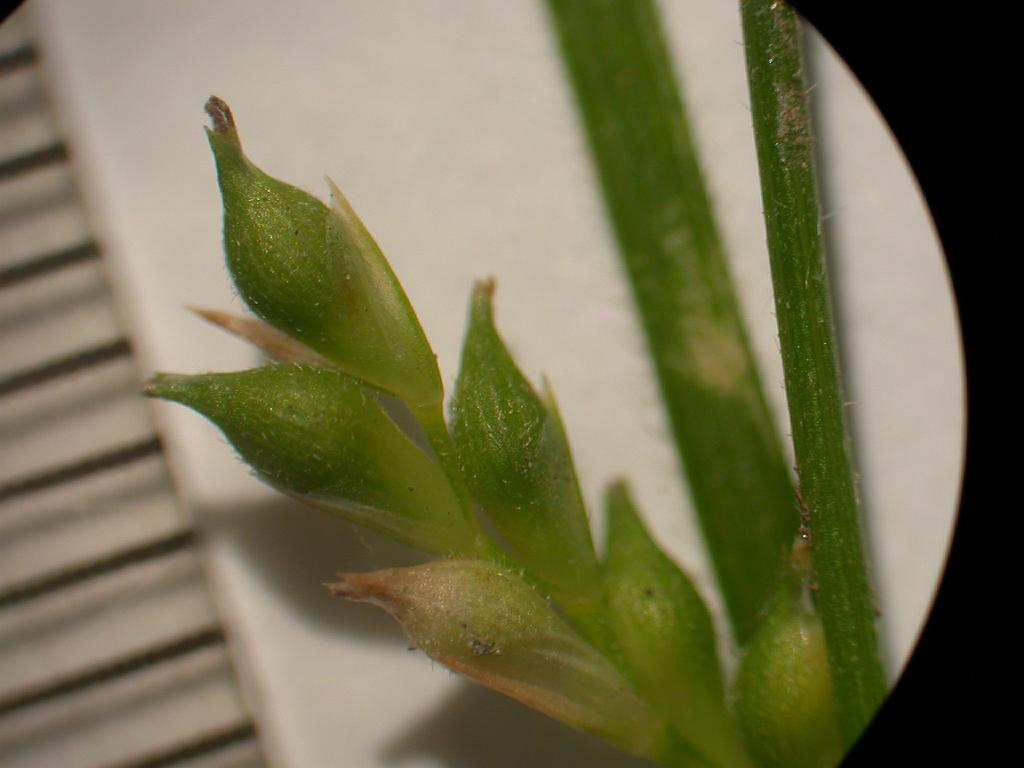
雌小穂
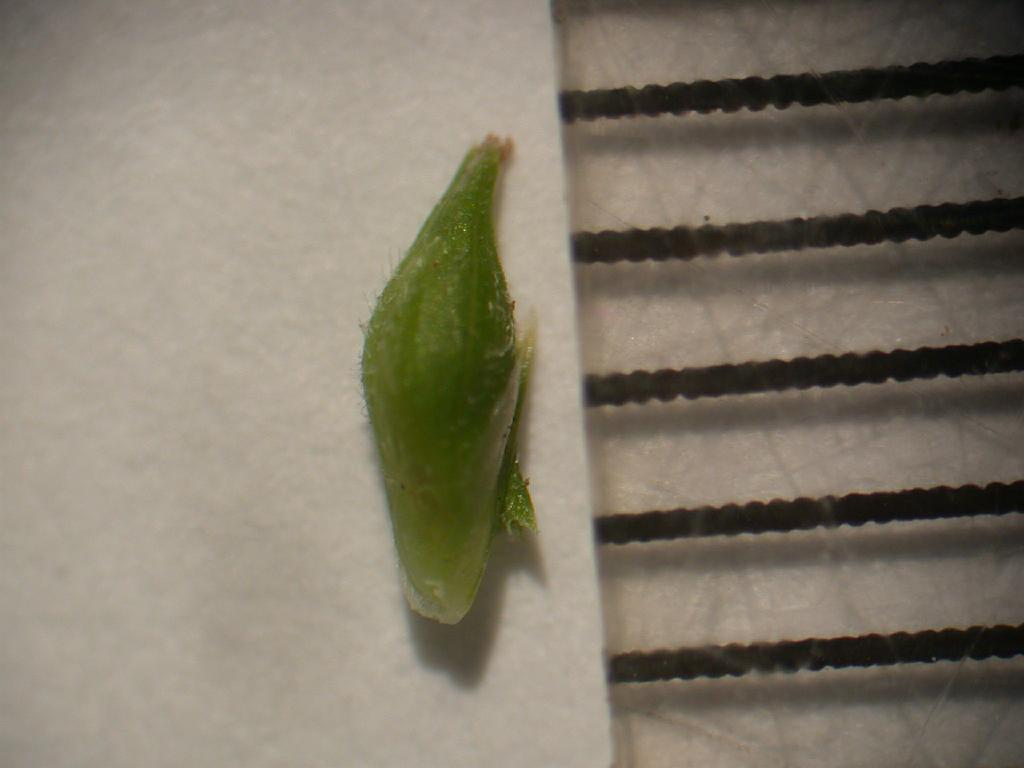
果胞と雌花鱗片
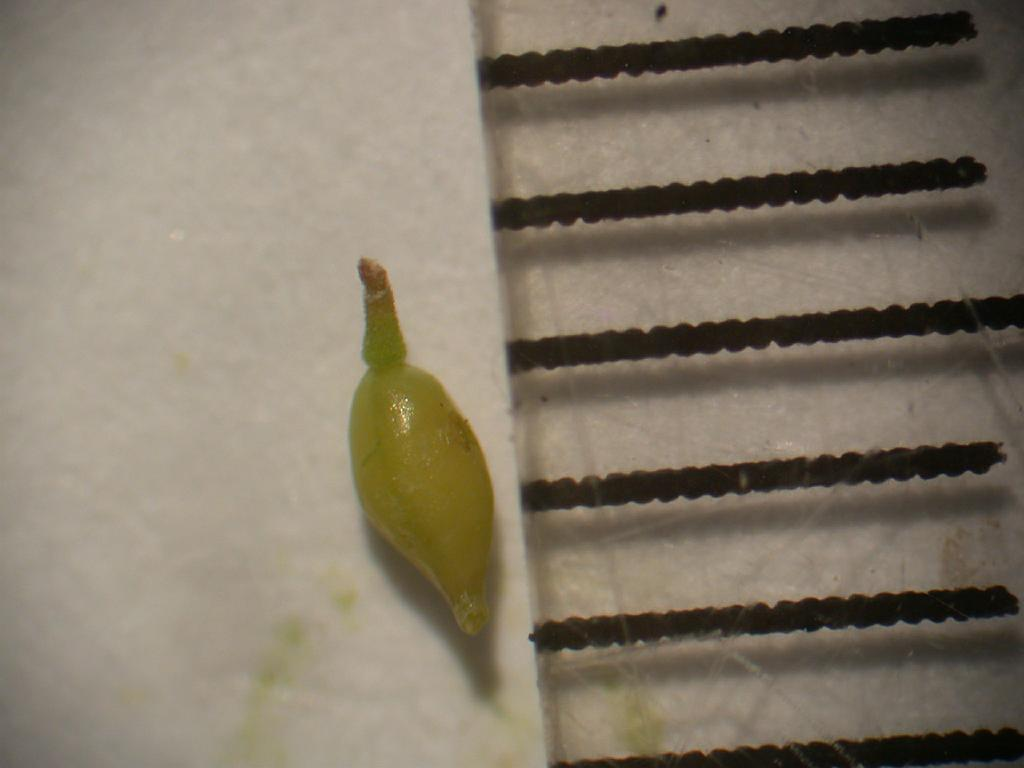
果実

## 分布と生育環境
本州では関東地方以西の太平洋側に分布し、それから四国と九州に見られ、国外では中国安徽省から知られている。
シイ、カシ帯の落葉広葉樹林に生えるとも言うが、落葉樹林には限らないようである。多摩丘陵ではホンモンジスゲと共にもっとも普通に見かけるものであるというが、同時に各地ではそれほど普通のものでもなく、その分布には偏りがあると思われる。岡山県でも本土部の林縁や路傍から島嶼部の乾燥した林縁や林床まで広く分布しているとされる。他方、和歌山県では北部のみに生育地があり、その生育地が蛇紋岩地に偏るとしている。

## 類似種など
本種はいわゆるホンモンジスゲ類の1つで、これに含まれるものはどれもかなり似ている。本種の場合、特にホンモンジスゲ C. pisiformis やオオイトスゲ C. alterniflora に大きさや形が似ている。しかしながら植物体の全体にわたって毛が多い点ではこの類では他に例がないことから判別は容易である。そのためにこれまでこの類の分類に諸説あった中でも、本種に関しては独立種として扱った例がほとんどである。同じく毛が多いものにケヒエスゲ C. mayebarana があるが、この種は葉には毛がほとんどない他、果包に長い嘴があるなどの点でも異なっている。